# 椭圆叶金丝桃
椭圆叶金丝桃（学名：Hypericum ellipticifolium），为藤黄科金丝桃属下的一个植物种。